# Manfred Stohl

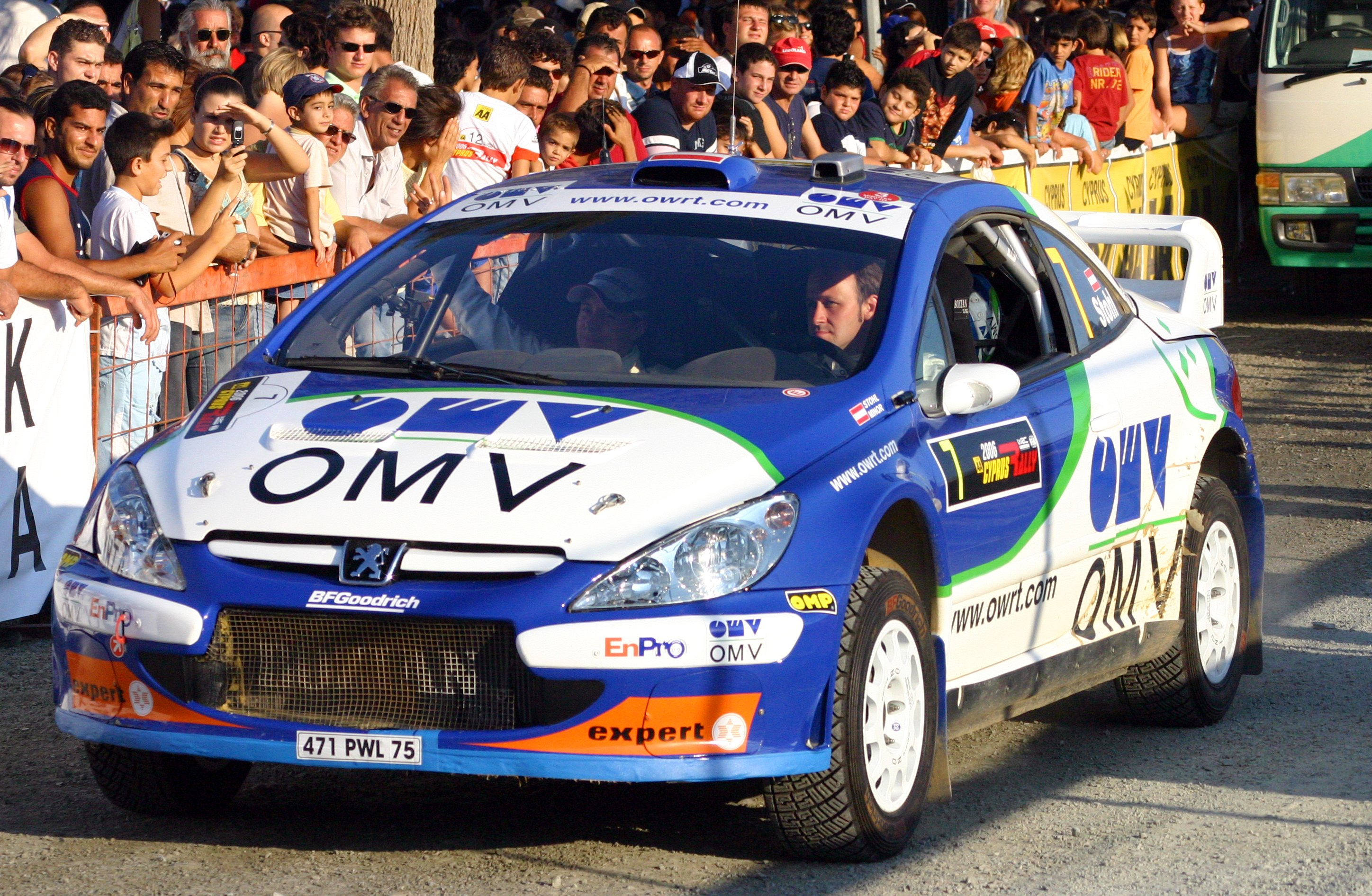
Manfred Stohl en el Rally de Chipre de 2006.

Manfred Stohl, (7 de julio de 1972, Viena, Austria) es un piloto de rally que ha competido en el Campeonato del Mundo de Rally. Debutó en 1991 en el Rally Costa de Marfil y ha participado en 126 pruebas obteniendo 6 podios y ganando el Campeonato de Producción en el año 2000 con un Mitsubishi Lancer Evolution. Su principal copiloto es la austríaca Ilka Minor.

## Resultados WRC
| Año  | Equipo  | Vehículo                   | 1       | 2       | 3       | 4       | 5       | 6       | 7       | 8       | 9       | 10      | 11      | 12      | 13     | 14     | 15      | 16    | Posición | Puntos |
| ---- | ------- | -------------------------- | ------- | ------- | ------- | ------- | ------- | ------- | ------- | ------- | ------- | ------- | ------- | ------- | ------ | ------ | ------- | ----- | -------- | ------ |
| 1991 | Privado | Audi 90 Quattro            | CMA Ret |         |         |         |         |         |         |         |         |         |         |         |        |        |         |       | 0        | 0      |
| 1992 | Privado | Audi 90 Quattro            | KEN Ret | CMA 7   |         |         |         |         |         |         |         |         |         |         |        |        |         |       | 0        | 0      |
| 1993 | Privado | Audi 90 Quattro            | KEN 10  |         |         |         |         |         |         |         |         |         |         |         |        |        |         |       | 0        | 0      |
| 1993 | Privado | Audi Coupe S2              |         | ARG 12  |         |         |         |         |         |         |         |         |         |         |        |        |         |       | 0        | 0      |
| 1994 | Privado | Audi Coupe S2              | GRE Ret | NUZ Ret |         |         |         |         |         |         |         |         |         |         |        |        |         |       | 0        | 0      |
| 1995 | Privado | Audi Coupe S2              | POR Ret | GBR Ret |         |         |         |         |         |         |         |         |         |         |        |        |         |       | 0        | 0      |
| 1996 | Privado | Audi Coupe S2              | KEN Des |         |         | ESP 17  |         |         |         |         |         |         |         |         |        |        |         |       | 0        | 0      |
| 1996 | Privado | Subaru Impreza 555         |         | ARG 11  |         |         |         |         |         |         |         |         |         |         |        |        |         |       | 0        | 0      |
| 1996 | Privado | Mitsubishi Lancer Evo      |         |         | SRM Ret |         |         |         |         |         |         |         |         |         |        |        |         |       | 0        | 0      |
| 1997 | Privado | Mitsubishi Lancer Evo III  | MON 13  | SWE 18  | POR 8   | ESP 18  | ARG 12  |         | SRM 20  |         |         |         |         |         |        |        |         |       | 0        | 0      |
| 1997 | Privado | Mitsubishi Lancer Evo IV   |         |         |         |         |         | FIN 20  |         |         |         |         |         |         |        |        |         |       | 0        | 0      |
| 1998 | Privado | Mitsubishi Lancer Evo III  | MON 15  | KEN 11  | POR 18  | ESP 23  | COR 20  | ARG Ret | GRE Ret | NVZ 15  |         | AUS 21  |         |         |        |        |         |       | 0        | 0      |
| 1998 | Privado | Mitsubishi Carisma GT Evo5 |         |         |         |         |         |         |         |         | SRM Ret |         |         |         |        |        |         |       | 0        | 0      |
| 1998 | Privado | Mitsubishi Lancer Evo V    |         |         |         |         |         |         |         |         |         |         | FIN 10  |         |        |        |         |       | 0        | 0      |
| 1999 | Privado | Mitsubishi Lancer Evo V    | MON Ret | SWE 18  | KEN 12  | POR Ret | ESP Ret | COR 21  | ARG Ret | GRE Ret |         |         |         |         |        |        |         |       | 0        | 0      |
| 1999 | Privado | Mitsubishi Lancer Evo VI   |         |         |         |         |         |         |         |         | FIN 18  | SRM 25  | FIN Ret |         |        |        |         |       | 0        | 0      |
| 2000 | Privado | Mitsubishi Lancer Evo VI   | MON 9   | SWE 20  | KEN 11  | POR 17  | ESP 19  | ARG Ret | GRE 13  | NVZ 7   | FIN 18  | CHI 15  | COR 17  |         | AUS 14 |        |         |       | 0        | 0      |
| 2000 | Privado | Mitsubishi Lancer Evo      |         |         |         |         |         |         |         |         |         |         |         | SRM 25  |        | GBR 17 |         |       | 0        | 0      |
| 2001 | Privado | Mitsubishi Lancer Evo VI   | MON 10  | POR Des |         | CHI 12  |         |         | NVZ 16  |         |         | AUS 22  |         |         |        |        |         |       | 0        | 0      |
| 2001 | Privado | Fiat Punto S1600           |         |         | ESP Ret |         | GRE Ret | FIN Ret |         | SRM Ret | COR Ret |         | GBR Ret |         |        |        |         |       | 0        | 0      |
| 2002 | Privado | Toyota Corolla WRC         | MON 16  |         |         |         |         |         |         |         |         |         |         |         |        |        |         |       | 0        | 0      |
| 2002 | Privado | Ford Focus RS WRC 01       |         | CHI Ret |         |         |         |         |         |         |         |         |         |         |        |        |         |       | 0        | 0      |
| 2002 | Privado | Mitsubishi Lancer Evo VI   |         |         | NVZ 22  | AUS 10  |         |         |         |         |         |         |         |         |        |        |         |       | 0        | 0      |
| 2002 | Privado | Ford Focus WRC             |         |         |         |         | GBR 12  |         |         |         |         |         |         |         |        |        |         |       | 0        | 0      |
| 2003 | Privado | Peugeot 206 WRC (2001)     | NVZ Ret |         |         |         | GBR 7   |         |         |         |         |         |         |         |        |        |         |       | 19º      | 2      |
| 2003 | Privado | Hyundai Accent WRC3        |         | GRE 11  |         |         |         |         |         |         |         |         |         |         |        |        |         |       | 19º      | 2      |
| 2003 | Privado | Peugeot 206 WRC            |         |         |         | COR Ret |         |         |         |         |         |         |         |         |        |        |         |       | 19º      | 2      |
| 2003 | Hyundai | Hyundai Accent WRC3        |         |         | ALE 18  |         |         |         |         |         |         |         |         |         |        |        |         |       | 19º      | 2      |
| 2004 | Privado | Mitsubishi Lancer Evo VII  | MEX Ret | NVZ 10  |         | ARG 12  |         |         | AUS Ret |         |         |         |         |         |        |        |         |       | 18º      | 4      |
| 2004 | Privado | Peugeot 206 WRC            |         |         | GRE 6   |         |         | GBR 8   |         |         |         |         |         |         |        |        |         |       | 18º      | 4      |
| 2004 | Privado | Mitsubishi Lancer Evo VIII |         |         |         |         | GER 32  |         |         |         |         |         |         |         |        |        |         |       | 18º      | 4      |
| 2005 | Privado | Citroën Xsara WRC          | MON 6   | NUZ 9   | CER 9   | CHI 2   | GRE 20  | ARG 8   | FIN Ret | GER Ret | ESP 5   | GBR 3   |         |         |        |        |         |       | 9º       | 22     |
| 2006 | Privado | Peugeot 307WRC Evo2        | MON 4   | SWE 18  | MEX 3   | ESP 12  | FRA 7   | ARG 4   | ITA 7   | GRE Ret | GER 5   | FIN 9   | JAP 5   | CHI 4   | TUR 8  | AUS 3  | NUZ 3   | GBR 2 | 4º       | 54     |
| 2007 | Privado | Citroën Xsara WRC          | MON 10  | SWE 7   | NOR 12  | MEX 6   | POR 9   | ARG 8   | CER 7   | GRE 8   | FIN Ret | GER Ret | NUZ 12  | ESP Ret | COR 14 | JAP 6  | IRL Ret | GBR 8 | 9º       | 13     |